# Mount Tabwemasana
Mount Tabwemasana is met een hoogte van 1879 meter boven de zeespiegel het hoogste punt van Vanuatu.
Mount Tabwemasana ligt aan de geïsoleerde westkust van het eiland Espiritu Santo, het grootste eiland van Vanuatu. De berg is niet alleen het hoogste punt van Vanuatu, maar is ook de op twee na hoogste berg van de kleinere eilanden in Oceanië.